# Kofi Baako
Kofi Baako (1926-1984) fue un deportista, profesor y político ghanés. Exministro de Educación e Información en la República de Ghana. Fue durante un tiempo el ministro más joven de Ghana y de la Mancomunidad de Naciones. Comenzó en el cargo con tan solo 29 años. Formó parte del Convention People´s Party junto con Kwame Nkrumah, primer presidente de la república. Fue muy querido por los jóvenes, ya que fue un gran deportista. Jugó al fútbol, al cricket e incluso se proclamó campeón de Ghana de Ping-Pong. Era aficionado a la lectura y también a la fotografía. Tenía cuatro hijos.
Fue a la escuela desde los 3 años, ya que su padre que era maestro quiso inculcarle la educación desde pequeño. Cuando terminó el colegio lo enviaron al instituto de Cape Coast. Luego trabajó como maestro, y después como oficinista. A finales de 1947 y tras cursar estudios universitarios en Estados Unidos e Inglaterra, Kwame Nkrumah regresó a Ghana. Baako se interesa por los discursos de Nkrumah sobre la independencia, y escribe el artículo "Mi odio al imperialismo". Es despedido de su trabajo, y pasa a formar parte de una lista negra que hace que nadie quiera emplearle. Sin embargo, tras un encuentro con Nkrumah, esté le da el cargo de redactor jefe del Cape Coast Daily Mail. Con 20 años escribe el artículo "Clamamos por la libertad", y por ello acaba en la cárcel. También fueron detenidos Nkrumah y varios activistas más. Pasaron 13 meses entre rejas. Ese grupo posteriormente conformaría el gobierno ghanés. 